# Greta Hofer
Greta Hofer, geborene Greta Köhler, Pseudonym Greta Colere (* 28. Dezember 1900 in Hannover; † 7. Mai 1995 ebenda) war eine deutsche Opern- und Liedsängerin sowie Gesangspädagogin.

## Leben
Geboren im Hannover des Deutschen Kaiserreichs, ließ sich Greta Köhler nach dem Ersten Weltkrieg von 1919 bis 1923 an dem seit 1911 städtischen Hannoverschen Konservatorium in Gesang ausbilden.
Ihr erstes Engagement hatte sie anschließend in Dortmund. Seit 1927 trat sie unter dem Namen Greta Colere in England auf unter den Dirigenten Thomas Beecham, Adrian Boult und Malcolm Sargent.
Während der Zeit des Nationalsozialismus heiratete Greta Köhler den Tenor Laurenz Hofer (* 28. April 1888 in Köln; † 29. November 1964) und ging mit ihm nach Berlin.
Am Ende des Zweiten Weltkrieges kam sie mit ihrem Ehemann zurück in die durch die Luftangriffe auf Hannover zu 48 % zerstörte Stadt und eröffnete mit ihm ein Gesangsstudio, das sie als Witwe ab 1964 alleine weiterführte.
Absolventen ihres Unterrichtes waren unter anderem der Sänger Josef Metternich, Rudolf Schock und Gotthard Kronstein.

## Schallplatten (unvollständig)
Die Deutsche Nationalbibliothek listet (Stand: April 2012) sechs Schallplatten-Titel auf, die den Gesang Grete Hofers dokumentieren, darunter
- War's auch nur ein Traum. Lied aus der Operette Monika, Musik: Nico Dostal, Text: Hernecke, Gesang: Greta Hofer, Theo Reuter und sein Orchester, Clangor-Schallplatten G.m.b.H. Berlin, Schallplatten-Volksverband M 1810 (Seite 2 von 2)[4]